# Arena Basketball din Londra

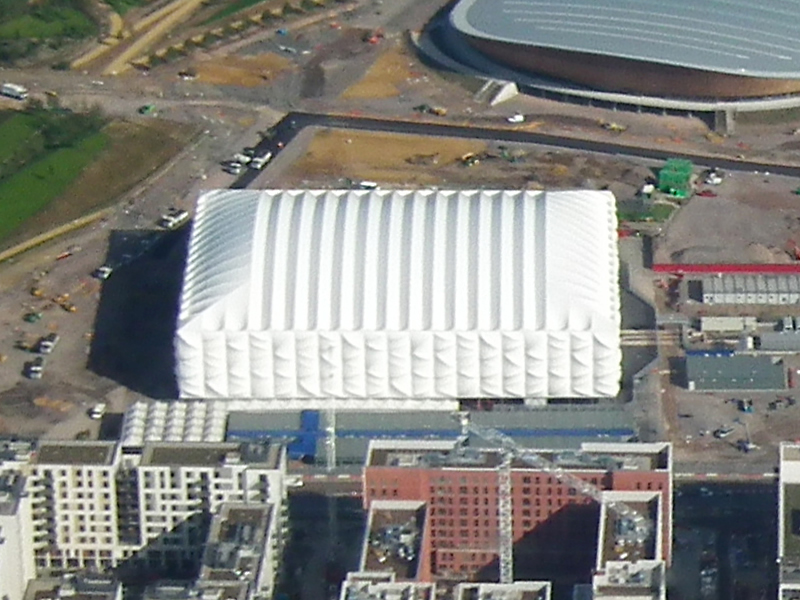
Vedere aeriană a arenei Basketball în iunie 2011

Arena Basketball va fi locul de desfășurare al câtorva probe sportive din cadrul Jocurilor Olimpice și Paralimpice de vară din 2012, care va fi localizată în Parcul Olimpic, în regiunea Poplar din estul Londrei.
La început, pentru Parcul Olimpic s-au făcut planuri pentru patru arene noi, dar în anul 2006 numărul acestora s-a redus la trei, astfel că probele de volei au fost mutate la Earls Court Exhibition Center. Și arena de scrimă a fost anulată, iar probele de scrimă au fost mutate la Centrul ExCeL.
Arena Basketball va avea 12.000 de scaune disponibile pentru probele sportive de baschet și pentru semi-finala și finala competiției de handbal, iar pentru probele de baschet în cărucior și rugby în cărucior din cadrul Jocurilor Paralimpice de vară din 2012 vor fi disponibile doar 10.000 de locuri. Arena va fi folosită și drept refugiu pentru atleții ce vor participa la ceremoniile de deschidere și de închidere ale jocurilor. Este cea mai mare arenă temporară din cadrul Jocurilor, iar după Jocuri va fi luată și folosită la Jocurile Commonwealth-ului din 2014 din Glasgow, Scoția și apoi la Jocurile Olimpice de vară din 2016 de la Rio de Janeiro, Brazilia.